# خورخي أرتيجا
خورخي أرتيجا (بالإسبانية: Jorge Arteaga)‏ هو سائق سباق مكسيكي، ولد في 28 مارس 1986 في ولاية أغواسكالينتس في المكسيك.

## وصلات خارجية
- خورخي أرتيجا على موقع Racing-Reference.info (الإنجليزية)